# Papua Ocidental

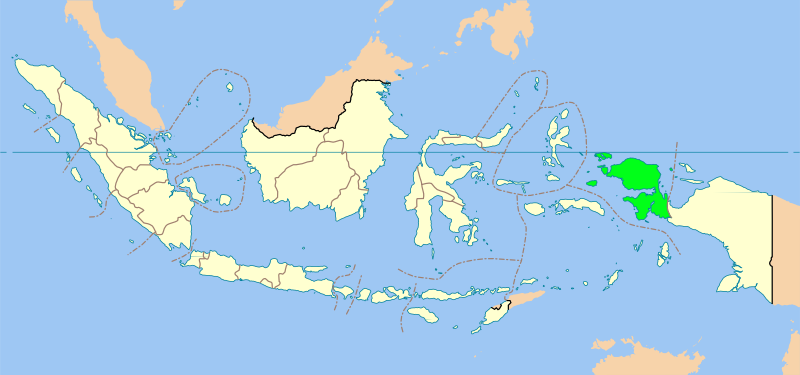
Mapa da Indonésia com a localização da província de Papua Ocidental.

Papua Ocidental é uma província da Indonésia localizada na Nova Guiné. Foi criada em 14 de Novembro de 2003 ao ser desmembrada da província de Papua, e até fevereiro de 2007 chamava-se Irian Jaya Ocidental. Possui cerca de 800 mil habitantes e sua capital é a cidade de Manokwari.
A Papua Ocidental cobre a península de Doberai, a península de Bomberai e várias centenas de ilhas próximas.
Em 2022, ocorreu a separação da metade ocidental da Península Bird's Head para a criação da nova província da Papua Sudoeste.